# Exosternus manicatus
Exosternus manicatus är en skalbaggsart som beskrevs av Lewis 1902. Exosternus manicatus ingår i släktet Exosternus och familjen stumpbaggar. Inga underarter finns listade i Catalogue of Life.